# Annanjärvi
Annanjärvi är en sjö i kommunen Enare i landskapet Lappland i Finland. Sjön ligger 205 meter över havet. Arean är 57 hektar och strandlinjen är 7,11 kilometer lång. Sjön  ingår i Neidenälvens huvudavrinningsområde.   Den ligger omkring 330 kilometer norr om Rovaniemi och omkring 1000 kilometer norr om Helsingfors. 